# 茂原公園
茂原公園（もばらこうえん、英:Mobara Park）は、千葉県茂原市にある都市公園（総合公園）である。広場・遊び場等施設のほか、梅園や茂原市立美術館・郷土資料館等もある。園内には約2850本の桜が植えられており、桜の名所100選、房総の魅力500選に選定されている。

## 概要
茂原市役所にもほど近く、標高20m～50mの起伏を活かし、弁天湖を中心に遊歩道、遊具広場、多目的広場、野外ステージ、展望デッキ、展望広場、梅園などが設けられ、茂原市の「市の木」であるツツジも植栽されている。
園内には春の桜をはじめウメ、アジサイ、もみじ等の四季を通じて楽しめるさまざまな樹木が植えられており、憩いの場、自然との触れ合いの場として親しまれている。
子供の遊び場や遊具が多く、第1広場には複合遊具、ターザンロープ等、子供広場には、グローブジャングル、ブランコ等多数の遊具が設置されている。第2広場には芝生、野外ステージがあり、隣接している梅園には、白梅、赤梅が植えられている。
一般財団法人日本さくらの会選定の日本さくら名所100選に選ばれており、例年3月下旬〜4月上旬には「茂原桜まつり」を開催している。弁天湖に浮かぶ弁天堂と周囲を中心にソメイヨシノ約2350本ほか、ヤマザクラ、サトザクラなど、様々な種類の桜が合計約2650本植えられており開花を迎える。期間中、太鼓や阿波踊りなど各種イベントが楽しめ、地元特産品の販売も行っている。また、夜間（18:00～翌朝6:00）にはライトアップも実施される。
園内にある道表山の山頂からは、公園内、茂原市内、遠く九十九里浜まで眺望する。弁天池にある茂原弁財天は、当時の茂原町（現：茂原市）の有志が中心となって1918年（大正7年）に創建した弁財天である。
公園内には「茂原市立美術館・郷土資料館」もあり、郷土ゆかりの作家作品を収集対象・展示を行っている。

## 主な施設

### 第1広場
広場の周りにはサクラをはじめ、ツバキ、プラタナス、ポプラ、メタセコイアといった大きな木が植栽されている。
子供広場や遊具が多く設置されている。
- 複合遊具
- ターザンロープ
- グローブジャングル
- ブランコ

### 第2広場
第2広場には芝生、野外ステージがある。水飲み場、シェルター、ベンチ等が設置されている。
隣接して東屋と梅園があり、白梅、赤梅が植えられている。奥には、郷土ゆかりの作家作品を収集対象・展示を行っている茂原市立美術館・郷土資料館がある。

### 遊具広場（こども広場）
子どもたちの遊ぶスペースとして、多数の遊具が設置されている。休憩スペースとして水飲み場、ベンチが設置されている。
主な遊具・施設として以下がある。
- グローブジャングルジム
- 4人用ブランコ
- すべり台
- シーソー
- 鉄棒

### 散策路・展望デッキ
公園内には1周約1キロメートルの外周園路があり、ランニング・ウォーキング等を楽しむことができる。
散策道は公園の北側・南側に設置されており、道表山の起伏に沿って階段や坂道になっている。北側にある散策道を進み、道表山の山頂からは、公園内（弁天湖周辺）、茂原市内、遠く九十九里浜まで眺望する。また、山頂には赤い展望台が存在した。

## 施設情報

### 基本情報
| 施設名                                                 | 茂原公園                          |
| 所在地                                                 | 〒297-0029 千葉県茂原市高師1325-1 |
| 営業時間                                               | 24時間                            |
| 定休日/休業日                                          | 年中無休                          |
| 駐車場                                                 | あり（無料）                      |
| 施設オプション                                         | ペット同伴可、トイレ設備あり      |
| 周辺には、美術館、郷土資料館、藻原寺、鷙山寺などがある |                                   |

### バリアフリー
障がい者対応（車いす仕様）駐車場あり、車いす対応スロープあり、手すり付き便器あり、多目的トイレあり

## 交通

### 公共交通機関

#### 鉄道
- JR東日本外房線「茂原駅」下車、徒歩約20分

#### バス
JR「茂原駅」からバスで約7分、西町停留所（茂原市役所近隣）より徒歩で約10分
- 小湊バス
  - 茂28「茂原駅発着路線」：茂原駅南口 - 西町 - 上茂原 - 豊栄農協前 - 長南営業所 - 笠森 - 内田 - 上総牛久駅（小湊鉄道）
  - 茂29「茂原駅発着路線」：茂原駅南口 - 西町 - 上茂原 - 豊栄農協前 - 長南営業所 - 笠森 - 笠森霊園（土休日のみ）
  - 茂30「茂原駅発着路線」：茂原駅南口 - 西町 - 上茂原 - 豊栄農協前 - 長南営業所 - 奥野 - 循環器病センター - 上総鶴舞駅（小湊鉄道）
  - 茂31「茂原駅発着路線」：茂原駅南口 - 西町 - 上茂原 - 豊栄農協前 - 長南営業所 - 茗荷沢 - 三川
  - 茂32「茂原駅発着路線」：茂原駅南口 - 西町 - 上茂原 - 豊栄農協前 - 長南営業所
  - 茂34「茂原駅発着路線」：茂原駅南口 - 西町 - 上茂原 - 長富 - 長柄町役場 - 刑部 - 大津倉
  - 茂45「茂原駅発着路線」：茂原駅南口 - 西町 - 上茂原 - 豊栄農協前 - 長南営業所 - 奥野 - 循環器病センター

### 自動車

#### 高速道路
- 首都圏中央連絡自動車道（圏央道）「茂原長南インターチェンジ」

一般道路
- 国道128号沿い「茂原公園交差点」を左折

#### 駐車場
- 園内駐車場完備（無料）
  - 第1駐車場（普通自動車82台、軽自動車2台、身障者用3台、大型バス4台）
  - 第2駐車場（普通自動車55台、軽自動車3台、身障者用2台、大型バス3台）
  - イベント用臨時駐車場完備